# عمر الحلبي
الشيخ عمر محمد عبد الرحمن طحان الحلبي (1950 - ) إمام وخطيب ومدير المسجد الاقصى سابقاً، ورئيس قسم الوعظ والإرشاد في دائرة الأوقاف الإسلامية بالقدس، مؤسس لجنة زكاة القدس، ومؤسس دار القرآن والحديث ودار الفقه الإسلامي، مسؤول عن الأئمة والخطباء والمؤذنين والمدرسين في المسجد الأقصى المبارك.

## النشأة والولادة
ولد في فلسطين - القدس، تربى وترعرع بجانب المسجد الأقصى المبارك، وكان من أهل المساجد، ومن خيرتها. يوم السبت 11-3-1950م، 22 جمادى الأولى 1369هـ. نشأ في عائلة فقيرة تتكون من أم وأب وأربعة أخوة، وثلاث أخوات، وكان هو الأوسط من بين اخوته.
ويعود نسبه لمدينة حلب الشهباء/ سوريا، وتزوج منها زوجة من قرابته وأنجب منها ثلاثة من الأولاد وأربعة من البنات.
درس الابتدائي في المدرسة البكرية حتى الصف الثاني، ثم انتقل بعدها إلى المدرسة العمرية ودرس فيها الصف الثالث إلى الصف السادس، وفي المرحلة الإعدادية درس في مدرسة عبد الله بن حسين الإعدادية عام 1967م، وفي المرحلة الثانوية انتقل إلى ثانوية الأقصى الشريعة ليدرس فيها وكان في وقتها مدير المدرسة الشيخ عكرمة صبري، كما وقد كان أستاذه للغة العربية عزت دوفش، وفي مرحلة من المراحل حصل من أستاذه على درع ولقب (رائد الكتابة في ثانوية الأقصى الشرعية على الإطلاق، ورئيس اللجنة الثقافية للمدرسة)، وكان الشيخ عمر ملهفاً في اللغة العربية، يجيد الشعر والأدب والكتابة، ورغم صغره فقد كان يخرج ليخطب في كثير من المساجد، وفي سنة 1973م استلم إمامة مسجد مصعب بن عمير في الرام، وكانت حينها حرب رمضان(سوريا ومصر على إسرائيل)، ثم انتقل إلى مسجد عمر بن الخطاب بتوصية الشيخ حلمي المحتسب، رئيس مجلس الأوقاف في شهر أذار، أحب والده أن يكمل ابنه الدراسة في جامعة الأزهر الشريف في القاهرة، فقد رأى في منامه أنّ ابنه يجلس على كرسي المملكة، وأنّ ملك وادي النيل يلبسه التاج على رأسه، أخبر ابنه بهذه الرؤية واستبشر خيراً، فقال له: يا أبتي إني وأظنه تاج العلم أن شاء الله، ثم ذهب إلى القاهرة ليتم تعليمه هناك، وقد قام بتسجيله صديقه أمين باشا مدير الكلية الإبراهيمية حالياً، والشيخ جميل الحمامي أمين عام الهيئة الإسلامية والباحث في جامعة القدس حالياً في كلية أصول الدين، 
وفي السنة الثالثة من دراسته في الجامعة دخل قسم الحديث الشريف، وهو أول قسم تخصصي تتخرج منه طلبة من فلسطين، وكان حينها الشيخ متولي الشعراوي وزير الأوقاف وشؤون الأزهر في مصر، تخرّج من الجامعة سنة 1978م بمرتبة عالية ولله الحمد، وفي عام 12\4\1979م عيّن واعظاً في جميع مساجد العاصمة عمّان-الأردن، حتى في سجن المحطة قد درّس وخطب فيها واعظاً ومدرساً، وكان من ضمن برامجه درس في المسجد الحسين في عمان كل يوم اثنين وخميس، وبعدها رجع إلى أهله وبلده الحبيبة القدس الشريف في شهر شباط عام 1983م وأصبح اماماً في عدة مساجد في القدس كمسجد عمر بن الخطاب وأبو بكر الصديق ومسجد مصعب بن عمير وبعدها اماماً للمسجد الأقصى ومدرساً وخطيباً فيه إلى أن أصبح رئيساً لقسم الوعظ والإرشاد والتوثيق ومسؤولاً عن المؤذنين والمدرسين والأئمة والخطباء فيه، وفي عام 2009م استلم إدارة المسجد الأقصى بالوكالة حتى 2014م، وقد أسس كثيراً من المدارس واللجان والجمعيات وشارك في تأسيسها.

## أعماله
1. أنشأ أول مخيم صيفي بالقدس عام 1972م وكان مقره في ثانوية الأقصى الشرعية عند باب الأسباط وقد أشرف عليه نخبة من الجامعيين وأصدرت فيه شهادات تقديرية لأول مرة.
2. أنشأ أول لجنة للتوعية في المسجد الأقصى المبارك عام 1972م واشرف عليها بحيث كانت تستضيف في المحاضرات والندوات: الفقيه والطبيب والمحامي والمهندس وغيرهم، كما كانت تقام هذه المحاضرات والندوات في مسجد عمر بن الخطاب في القدس لكونه كان اماماً فيه عام 1973م.
3. حقق عشر بعثات تعليمية محلية للالتحاق بجامعة الأزهر والجامعات الأخرى عام 1974م لطلبة مدرسة ثانوية الأقصى الشرعية للبنين وبإدارة الشيخ عكرمة صبري مدير ثانوية الأقصى الشرعية وقت إذ.[4]
4. أنشأ في الطابق السفلي لمسجد أبي بكر الصديق/خان الزيت بالتعاون مع مكتبة الصدقات مكتبة إسلامية للتوعية وذلك عام 1983م.
5. تولى برنامج الرسل والأنبياء في إذاعة صوت فلسطين وكان منسق البرامج الدينية في القدس والضفة الغربية وذلك عام 1994-1999م.
6. شارك في اعداد العديد من الأنظمة الأساسية للجان والجمعيات منها جمعية الشبان المسلمين ولجنة تكفين الموتى، وفرقة بيت المقدس للأناشيد الدينية والمدائح النبوية، ولجنة رعاية شؤون المقابر الإسلامية، وجمعية بيت الضيافة، ولجنة التوعية الإسلامية، ولجنة الزواج، وهيئة العلماء والدعاة بيت المقدس/فلسطين وغيرها وذلك في سناوت مختلفة منذ عام 1972م.
7. من المؤسسين لدار الحديث الشريف في المسجد الأقصى والمشرفين عليه من عام 1984-1987م، ومحاضراً فيه إلى اليوم.[5]
8. أسس دار الفقه الإسلامي وأشرف عليها منذ عام 2007م وإلى الآن ومحاضراً فيها.
9. من المؤسسين لفرقة بيت المقدس للأناشيد الدينية والمدائح النبوية عام 1997م، ومسؤول الاعلام والثقافة فيها، كما قد كتب لها العديد من القصائد الدينية والوطنية والتي تنشد إلى اليوم، وكما قد عشق مدينة القدس ومدينة حلب الشهباء وكتب لها عدة قصائد جمية.[6]
10. عضو لجنة توجيه الجهات في الأوقاف الإسلامية بالقدس والمسؤولة عن امتحان المؤذنين وتولية الوقف منذ عام 1994م وإلى الآن.
11. عمل مأذوناً شرعياً لدى محكمة رغدان الشرعية ومحكمة ماركا الشمالية بعمّان من عام 1980-1983م ومازال مأذوناً في محكمة ة القدس الرعية من عام 1984م وإلى الآن.
12. عضو مؤازر (مستشاراً) لجمعية القدس لارشاد الأسرة -القدس.[7]